# Eichstegen

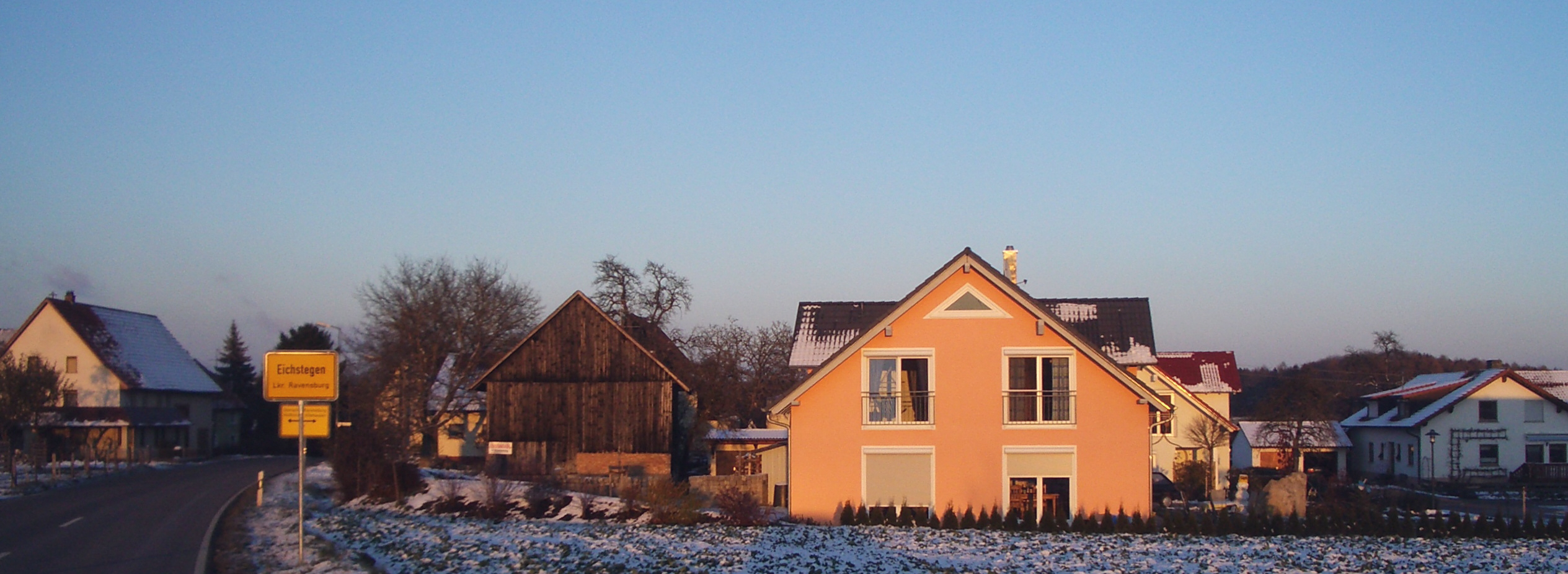
Eichstegen

Eichstegen ist eine Gemeinde in Baden-Württemberg und gehört zum Landkreis Ravensburg.

## Geographie
Eichstegen liegt rund drei Kilometer westlich von Altshausen an der Straße von Aulendorf nach Pfullendorf. Das Dorf liegt südlich der Europäischen Hauptwasserscheide in hügeliger Jungmoränenlandschaft.

### Nachbargemeinden
Eichstegen grenzt im Norden an Boms, im Osten an Altshausen und Boms, im Südosten an Ebenweiler, im Süden an Guggenhausen und Unterwaldhausen, im Westen an Hoßkirch (alle Landkreis Ravensburg), sowie an Bad Saulgau im Landkreis Sigmaringen.

### Gliederung
Zur Gemeinde gehören neben dem namengebenden Eichstegen noch die Ortsteile Baltshaus, Hirschegg, Käfersulgen, Kreenried, Mahlweiher, Ragenreute und Reute. Eichstegen gehört dem Gemeindeverwaltungsverband Altshausen an.

### Schutzgebiete
Östlich des Ortsteils Reute liegt das rund 50 Hektar (ha) große Naturschutzgebiet Altshauser Weiher. Im Gebiet sind mehr als 300 Gefäßpflanzenarten, über 60 beobachtete Vogelarten sowie diverse Fisch-, Libellen- und Amphibien beheimatet.
Des Weiteren befinden sich im Gemeindegebiet noch drei Landschaftsschutzgebiete: Ödung bei Zwirtenberg, Ehemalige Burg bei Hirschegg und Altshausen-Laubbach-Fleischwangen.
Der Dornenweiher gehört zum FFH-Gebiet Feuchtgebiete um Altshausen.

## Geschichte
Das Gemeindegebiet war ursprünglich im Besitz von verschiedenen Adligen und Klöstern und kam im Mittelalter nach und nach durch Käufe und Schenkungen in den Besitz der Kommende Altshausen der Deutschordensballei Schwaben-Elsass-Burgund.

### Geschichte der Teilorte bis 1806
Eichstegen: Von 1162 bis 1220 war der Ort Sitz eines eigenen Ortsadels. Der Ort wurde erstmals 1170 als Eigistegin urkundlich genannt, 1268 dann als Ayhstegen. Das Dorf bestand anfänglich aus acht Lehensgütern. Im April 1318 verkauften Heinrich und Albrecht von Ebratsweiler einen großen Teil des Dorfs an den Deutschorden, der später auch noch den Rest des Dorfes erwarb.
Baltshaus: In Baltshaus sind Bauernhöfe als Lehen des Klosters Salem belegt. 1325 erwarb die Deutschordenskommende einen Hof in Baltshaus von Ulrich von Königsegg.

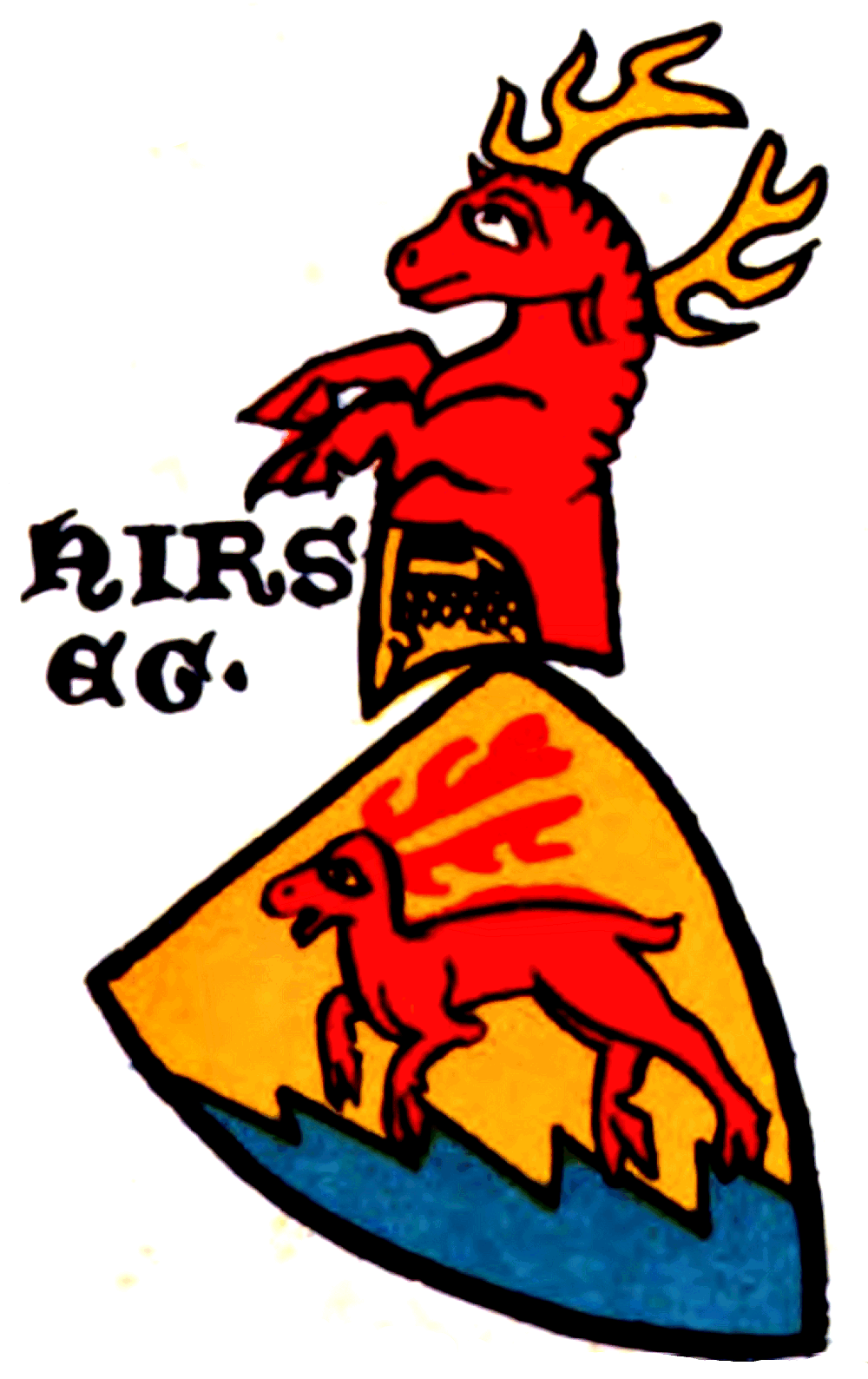
Wappen der Herren von Hirschegg, Zürcher Wappenrolle, ca. 1330

Hirschegg: In Hirschegg lag die Burg Hirschegg (heute nicht mehr vorhanden) der Adelsfamilie First, aus der auch Konrad von Hirscheck (1152–1176 Bischof von Augsburg) hervorging. Die Burg wurde 1268 von den Fürsten von Cunzenberg den Herren von Wartenberg überlassen, die sie im gleichen Jahr dem Deutschorden schenkten. 1278 schenkten sie diesem auch den zugehörigen Weiler Hirschegg. Der letzte Freiherr von Wartenberg zu Hirschegg soll in Altshausen ermordet worden sein, als er einen Streit schlichten wollte.
Hangen: Hangen wurde erstmals 1319 als Hagenowe urkundlich erwähnt. Der Weiler bestand aus zwei großen Bauernhöfen, die von 1302 bis 1340 an die Deutschordenskommende Altshausen verkauft wurden. Der in der Nähe gelegene Hof Häuser war im Besitz des Saulgauer Spitals und wurde 1500 an den Deutschorden verkauft.
Kreenried: Kreenried wurde erstmals 1296 als Craienriet erwähnt (der Name bedeutet "Ried mit Krähen"). 1498 verkaufte Erhard von Königsegg den Weiler zusammen mit dem benachbarten Käfersulgen (im 14. Jahrhundert als Keverensulgen belegt) an die Deutschordenskommende Althausen. Das Meisterhaus am oberen Kreenrieder Weiher war Sitz des Schinders und Scharfrichters der Deutschordenskommende (ein Scharfrichter ist zuletzt 1410 durch ein Saulgauer Ratsprotokoll belegt).
Ragenreute: Der Ort liegt nordöstlich von Eichstegen (Richtung Altshausen) in einem Tal und wurde 1278 erstmals als Ragenrute erwähnt. In jenem Jahr verkauften Ulrich und Berthold von Königsegg einen Hof und eine Mühle (am in Richtung Altshauser Weiher fließenden Mühlbach) an den Deutschorden. Später kaufte dieser den gesamten Besitz Ragenreute.
Reute: Der Weiler Reute wurde 1219 erstmals als Riuiti, 1295 als Rütti bi Altshusen erwähnt. Durch Schenkungen verschiedener Adliger von 1272 bis 1325 kam der Ort nach und nach in den Besitz des Deutschordens.
Der Hof Zwartenberg (heute nicht mehr vorhanden) wurde zuerst 1236 als Zvirtumberg erwähnt und kam vermutlich vor 1236 in den Besitz des Klosters Boos, später des Klosters Baindt. 1398 verkaufte das Kloster Baindt den Hof an die Deutschordenskommende.

### Geschichte Eichstegens seit 1806
Im Zuge der Säkularisation wurde das Gebiet der Kommende Altshausen 1806 zunächst Teil des Königreichs Bayern. Auf Grund des Grenzvertrags von 1810 trat Bayern bereits vier Jahre danach die Dörfer an das Königreich Württemberg ab. Für mehr als ein Jahrhundert zählten sie nun zum Oberamt Saulgau. Die heutige Gemeinde Eichstegen wurde 1822 gebildet. Bei der Kreisreform während der NS-Zeit in Württemberg gelangte Eichstegen 1938 zum erweiterten Landkreis Saulgau, dem es bis 1972 angehörte. Im Jahre 1945 wurde die Gemeinde Teil der Französischen Besatzungszone und kam somit zum Nachkriegsland Württemberg-Hohenzollern, welches 1952 im Bundesland Baden-Württemberg aufging.
Seit der Kreisreform von 1973 ist Eichstegen ein Teil des Landkreises Ravensburg.

### Religion
In der überwiegend katholisch geprägten Gemeinde befindet sich eine 1972 errichtete Marienkapelle, die an die Stelle einer alten Barockkapelle trat, welche abgebrochen worden ist. Die römisch-katholischen Christen gehören zur Seelsorgeeinheit Altshausen im Dekanat Saulgau der Diözese Rottenburg-Stuttgart. Auch die evangelische Minderheit gehört kirchlich zu Altshausen im Kirchenbezirk Biberach der Württembergischen Landeskirche. 

### Einwohnerentwicklung
| Jahr | Einwohner |
| ---- | --------- |
| 1829 | 338       |
| 1900 | 497       |
| 1961 | 427       |
| 1969 | 438       |
| 1970 | 411       |
| 1991 | 434       |
| 1995 | 457       |
| 2005 | 525       |
| 2010 | 508       |
| 2015 | 491       |
| 2020 | 542       |

## Politik
Die Gemeinde ist seit 1972 Mitglied im Gemeindeverwaltungsverband Altshausen mit Sitz in Altshausen.

### Gemeinderat
Der Gemeinderat besteht aus acht Mitgliedern. Bei der Kommunalwahl am 9. Juni 2024 betrug die Wahlbeteiligung 71,6 %.

### Bürgermeister
Artur Rauch wurde im April 2012 im zweiten Wahlgang zum Nachfolger von Anton Brauchle gewählt.

### Wappen
| Wappen der Gemeinde Eichstegen | Blasonierung: „In Gold (Gelb) auf gezahntem blauem Schrägfuß ein roter Hirsch.“ |
| Wappen der Gemeinde Eichstegen | Wappenbegründung: Mit Beratung durch die Archivdirektion Stuttgart legte die Gemeinde im Jahre 1975 das Wappen des edelfreien Geschlechts der Fürsten von Hirschegg als ihr heraldisches Bildkennzeichen fest. Als Stammsitz dieses ausgestorbenen Geschlechts gilt die ehemalige Burg Hirschegg auf Markung Eichstegen. Das Innenministerium hat das Wappen und die Flagge am 21. April 1975 verliehen. |

## Kultur und Sehenswürdigkeiten
Bauwerke

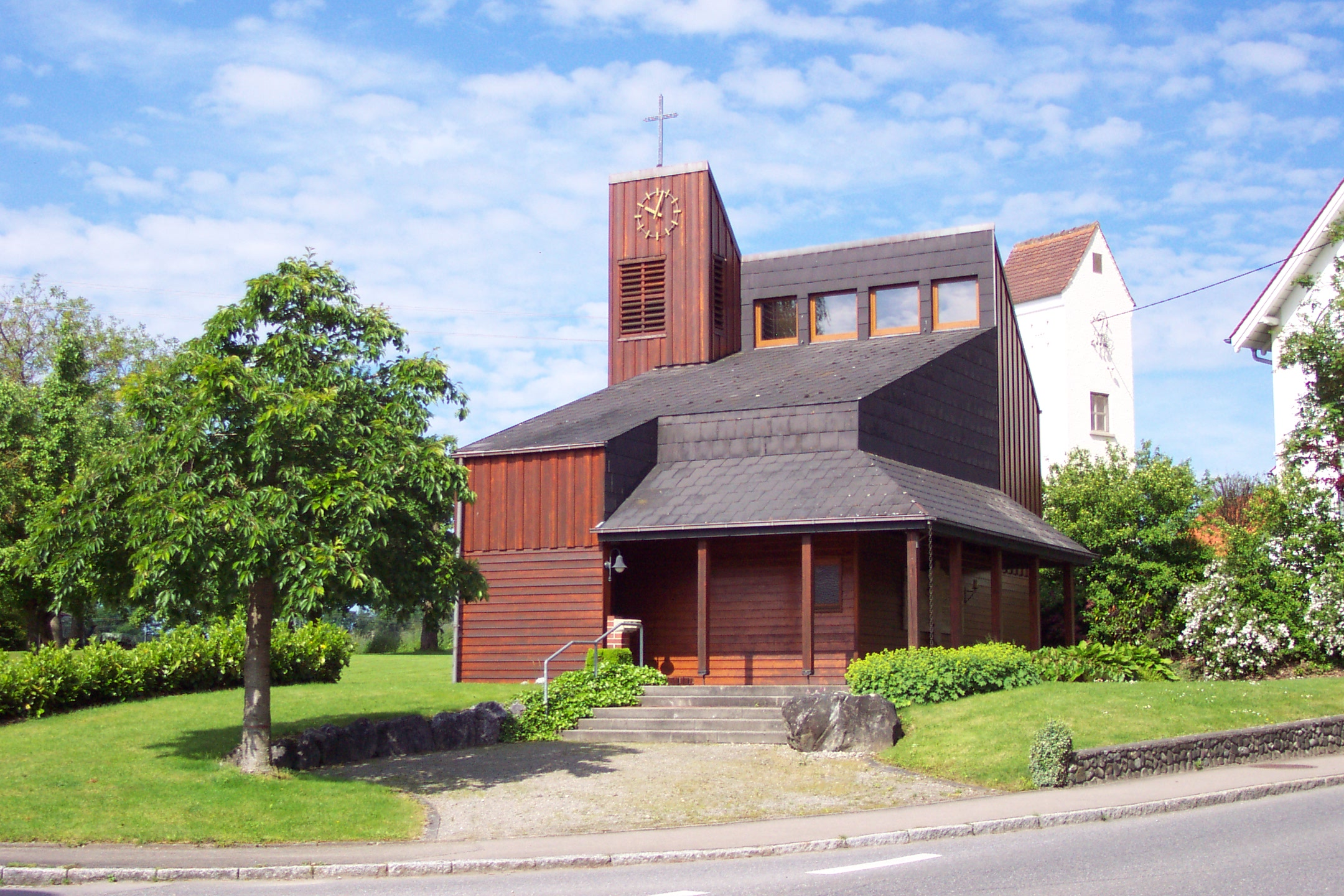
Marienkapelle

- Marienkapelle in Eichstegen, moderner Bau von 1972, anstelle einer Kapelle aus dem 17./18. Jahrhundert errichtet
- Dorfgemeinschaftshaus in Eichstegen (Umbau einer leerstehenden Scheune unter ökologischen und denkmalpflegerischen Gesichtspunkten mit durch Bürgerbeteiligung finanzierter Solaranlage)
- Wirtshausschild in Eichstegen
- Kapelle in Ragenreute
- Kapelle in Kreenried
- Backhäuschen in Kreenried

## Wirtschaft und Infrastruktur
Eichstegen ist von Landwirtschaft und Forstwirtschaft geprägt, die ca. 70 % der Gemeindefläche beanspruchen. Neben Ackerland und ausgedehnten Grünlandflächen gibt es ca. 360 ha Waldgebiet.
Eichstegen liegt an der Landesstraße von Altshausen nach Hoßkirch, unweit der Bundesstraße 32. Die Gemeinde ist durch eine Buslinie mit Altshausen, Pfullendorf und Aulendorf verbunden und gehört dem Bodensee-Oberschwaben Verkehrsverbund (bodo) an. Die Bahnstrecke Altshausen–Schwackenreute, über die der Ortsteil Kreenried früher Anschluss ans Eisenbahnnetz hatte, gibt es heute nur noch für Ausflugsverkehr auf der verbliebenen Strecke bis Pfullendorf.

## Persönlichkeiten

### Söhne und Töchter der Gemeinde
- Alfons Rimmele (1910–1993), Politiker (CDU), in Kreenried geboren

### Mit der Gemeinde verbunden
- Clemens Rapp (* 1989), Schwimmer

## Trivia
Der Ortsteil Ragenreute wird im Text des Schwobarock-Stücks Ratzariader Schenkelbatscher von Grachmusikoff als Ragareite erwähnt.